# 清华街道
清华街道，是中华人民共和国辽宁省营口市西市区下辖的一个乡镇级行政单位。

## 行政区划
清华街道下辖以下地区：
清华社区、永强社区、向阳社区和通惠社区。